# أرماندو ميراندا
أرماندو ميراندا (12 ديسمبر 1939 ساو باولو البرازيل - 7 أبريل 1980 ساو باولو البرازيل) هو لاعب كرة قدم برازيلي سابق كان يلعب كمهاجم.